# ひめごとユニオン
『ひめごとユニオン』は、2013年9月27日にSEVEN　WONDERおよび萌えAPPから発売された恋愛アドベンチャーゲームである。副題は「We are in the springtime of life!」。

## ストーリー
忍者（見習い）という秘密を持つ星守才蔵のクラスに、転校生・ヒメリア＝ラ＝トゥリオン＝ヒメリエールという転校生がやってきた。
ヒメリアには、エウレキア国の姫君という秘密があった。また、彼の先輩である先輩・桐島夕輝や、仕事上のパートナーである剣士・九帖聖、そして、後輩の三芳野小春もまた、それぞれ秘密があった。
ヒメリアが復活させた郷土史研究会に集まった5人は、お互いの「秘密」を共有する。ヒメリアの提案で5人は「ないしょ同盟」を結成する。ないしょ同盟は今までにない夏を過ごすことになる。

## 登場人物

### メインキャラクター
星守 才蔵（ほしもり さいぞう）
声 - 松岡禎丞（ドラマCD）
物語の主人公。どこにでもいそうな普通の学生。星見学園シニア1年在籍。
忍者（見習い）として迷い猫探しなど夜のバイトをして小遣い稼ぎをしている。既に家を出て寮暮らしのため通常のバイトもして生活費を稼いでいる。忍者としての腕は父親には及ばないものの、解錠を得意としており、大抵のものなら数分で開けることが出来る。
戦闘能力は常人よりはマシというレベルだが、反射神経に秀でており祭の太刀筋に反応できる。観察力にも秀でており細かい事に気付く事が多い。
家事を得意としており、ある事情で聖と同居する事になった時は家事すべてをこなしている。
ヒメリア＝ラ＝トゥリオン＝ヒメリエール
声 - 如月るり
身長:159 3サイズ:88/56/83 誕生日:6/22
エウレキア国の姫君で、才蔵のクラスに留学生として転校してきた。時代劇を見て勉強したため、古風な喋り方をするほか、日本の歴史への関心も高い。小春からは「ゆるふわ系」と言われた事がある。
王家の掟で星見町に眠る「スターカード」を5枚集めないといけないため郷土史研究会を復活させる。楽しい事に目がなく、いつも前向きに行動している。また、社交的な性格から、クラスでも人気が高い
飛行能力を有しており、本人は才蔵らも飛べると思っていた。
桐島 夕輝（きりしま ゆうき）
声 - 一色ヒカル
身長:168 3サイズ:93/58/88 誕生日:11/9
才蔵の1歳年上の幼馴染で、星見学園2年2組に在籍している。10年前に家庭の事情で街を離れていたが、最近になって星見町に戻ってきた。当時は離婚しており、「内匠（ないしょう）」と母方の姓を名乗っていたため気付かれなかった。現在は父親と母親が寄りを戻している。才女としても有名であり、特に理数系に秀でている。一方で、科学者である父親の影響を受けている。
才蔵に幼い頃から惹かれており、今でも才蔵の事が好き。一方で、才蔵の周りにライバルがたくさんいることを機にしており、特に小春と張り合う事が多い。
父親は警察の重犯罪対策用アンドロイド「吹雪一式」の開発者である。ただし、本物の吹雪一式は事情があって運用できないため、彼女が「吹雪一式」として活躍している。なお、父親以外でこのことを知っているのは、同盟メンバーのみである。
九帖 聖（くじょう ひじり）
声 - 水崎来夢
身長:162 3サイズ:81/57/80 誕生日:9/3
才蔵のクラスメートで、才蔵が忍者として活動するときの相棒でもある。東橋飛鳥という許婚がいる。
九帖流と呼ばれる剣を習得している。常に真剣を帯刀しており、竹刀袋に入れている。一応は才蔵の事を認めているが「首から上がなければ問題ない」と悪態を付ける仲にある。
実は女性であり、九帖本家の事情で男性としている事を強要させられてきた。今まで自分の本当の性別を伏せてきたが、ある出来事を境に才蔵にばれてしまい、連鎖的に同盟メンバーも知ることとなった。一応は家事は出来るものの、才蔵と同居するようになってからは才蔵に任せきりになってしまい、夕輝と小春に羨ましがられている。
三芳野 小春（みよしの こはる）
声 - 桐谷華
身長:147 3サイズ:73/55/75 誕生日:3/14
星見学園ジュニア3年に在籍する女子生徒で、才蔵の後輩にあたる。
出会った頃は才蔵を警戒して冷たい態度を取っていたがある事件を境に懐くようになった。自身も策略家である事を自認しており才蔵に選んでもらえるよう積極的にアピールするものの他のヒロインより胸が小さいのがコンプレックス。家は旅館を経営しており、町内でも有名な「旅館みよしの」の一人娘。
ある時から条件が揃うと角が生え怪力を発してしまう体質となってしまう。この体質が発現してから燃費が悪くなったらしく大量にご飯を食べないといけなくなってしまった事が悩みの種の一つ。そのため同じサイズの小さいお弁当をいくつも所持しており、目にも止まらぬ速さですり替えている。また、才蔵の周りにいる他の女に盗られるのではないかと悩んでいる。

### サブキャラクター
因幡 はねる（いなば はねる）
声 - 夏峰いろは
身長:161 3サイズ:79/58/80 誕生日:8/15
才蔵のクラスメイトで幼馴染。報道部に所属しており、事件が起きれば即座に情報を収集し整理する。才蔵が家を出て寮暮らししている事を知っている。取材のためと称し全クラスの集合写真を持ち歩き全校生徒の名前と顔を把握している。小春が登場するまでは才蔵の女房役として知られていた。
祖母は「怪盗シロウサギ」と呼ばれる窃盗犯であり、本人はその後を継いでいる。
ディアーネ＝ルク＝エルバトス＝フォンティーヌ
声 - 羽鳥空
身長:149 3サイズ:76/54/74 誕生日:1/3
ロボット窃盗団「金の翼」の首領で、その正体はエウレキア国の姫君の一人である。。考えが浅く作戦がまともに成功した事がない。高飛車な性格もあり怒りやすい。ヒメリアには懐いているが才蔵の事を嫌っている。
ヒメリアと同じくスターカードを狙って同盟にちょっかいを出すも上手くいかず、ゼルマや祭にいいように言われている。
九帖 祭（くじょう まつり）
声 - 奏雨
身長:167 3サイズ:86/58/84 誕生日:5/5
聖の兄にして姉。現在は九帖の家を出てディアーネのボディーガードをしている。
九帖の家を出る前は後継ぎだったが、実家に愛想を尽かし出て行く。剣の腕は聖以上で、九帖の剣の極意を既に習得している。自分の弟（妹）である聖に稽古と称して手を出してくる。しかし、才蔵の聖以上の才能に興味を持つ。なお、ディアーネの意向によりメイド服を着用している。
聖とは違い家事を完璧にこなす。元々器用である程度練習すればかなりのレベルになる。
東橋 飛鳥（あずまばし あすか）
声 - 茶谷やすら
身長:151 3サイズ:??/??/?? 誕生日:12/5
才蔵らの同級生。一見すると女性だが、実は男性である。
かつては祭の許嫁だったが、祭の出奔に伴い、聖の許嫁となる。今でも祭の事を慕っているほか、九帖の家の事情も知っている。
落ち着いており争い事は好まない性格である。
吹雪一式（ふぶきいっしき）
声 - 一色ヒカル
身長:168 3サイズ:93/58/88 誕生日:?
夕輝の父親が開発した対特殊犯罪用対策アンドロイド。通称は「フブキちゃん」。
完成から3ヵ月しか経っておらず、最新のAIを積んでいるため、学習の手間をなくすために夕輝と同じ姿をしている。人間に例えるならまだ赤ん坊と同じでまだ学習する必要がある。夕輝を観察し学習を重ねている。趣味は観察。
思考能力などは成長しているものの二つの相反する感情（事項）には優先順位が付けられずAIがシャットダウンしてしまう。
吹雪一式の開発に成功したものの、装備の数々は後付けとなったり上記の理由もあり運用に問題があったが夕輝が「吹雪一式」として入れ替わり活躍することで問題を回避する事になった。この事を知っているのは同盟メンバーと桐島博士のみ。しかし、吹雪一式が後付け装備である事を知っているのは誉と一部警察上層部。
桜田門 誉（さくらだもん ほまれ）
声 - 美月
身長:164 3サイズ:90/62/86 誕生日:4/17
女性警視総監を目指す夕輝の上司。
吹雪一式を強く要望し、その活躍で功績を経て女性警視総監になることを夢見ている。夕輝を現場に出すために多少の無茶をやったものの吹雪一式の活躍で相殺出来ていると思っている。
フィーリア＝三芳野（フィーリア＝みよしの）
声 - 松田理沙
身長:166 3サイズ:97/63/90 誕生日:2/27
小春の母親。「旅館みよしの」の女将を務めている。
外国出身で綺麗な銀髪をしている。年齢不詳の若さがある。小春を女将にしようと厳しく躾けている。普段は柔和で優しいが妥協を許さない厳しい部分がある。
小春と同じく怪力だが普段の生活に支障は出ておらず、力仕事の多い部分では活躍している。その正体なども実は知っている。
野咲 芽衣（のざき めい）
声 - 藤咲ウサ
身長:150 3サイズ:77/58/80 誕生日:5/30
小春のクラスメイトにして親友。
小春の事を（友情を越えて）愛している。思い込みが激しいのが玉に瑕。
海星 美名都（ほしうみ みなと）
声 - 西野玖海
身長:159 3サイズ:秘密 誕生日:4/8
星見学園の学長。
上品でいつも扇子を手にしている。ヒメリアの事も知っている。郷土史研究会の顧問を務めていた事もあったが、今は部員数が足りず本来なら廃部になるところを学長権限で休止状態にしている。再会するにあたり、ヒメリアにある課題を出す。
星見学園の「秘密」を知っている数少ない人物。他にもある秘密を抱えている。
駒鳥 ひなた（こまどり ひなた）
声 - 松田理沙
身長:154 3サイズ:82/57/83 誕生日:3/3
才蔵らの担任。担当教科は英語。29歳独身。
「びーくわぃえっと」など平仮名で発音する。生徒に人気があり「駒鳥先生」と呼ばれている。
藤倉 葉子（ふじくら ようこ）
声 - 百瀬ぽこ
身長:149 3サイズ:80/56/77 誕生日:7/8
才蔵のクラスメイト。
ジャージを着ておりノリのいい女子。面白い事に目がない。
ジオ＝ディグリム
声 - 野☆球
身長:161 誕生日:4/8
ヒメリアに仕える老執事。
ゼルマ＝ディグリム
声 - 深川緑
身長:192 誕生日:4/8
ディアーネに仕える青年執事で、主人に代わり様々な雑事をこなす。
星守 全蔵（ほしもり ぜんぞう）
声 - 野☆球
身長:165 誕生日:10/10
才蔵の父親。
忍者装束に身を包み、星見町観光観光推進部部長をしている。町内では「忍者マスター」として慕われている。忍者の腕は確かで大抵の事は出来るらしい。登場、退場時は煙玉を使用するが煙を出し過ぎて自分もむせる事が多い。
才蔵が抱える同盟メンバーの秘密も把握しており、正体や由来まで全て知っている。
中村 浩志（なかむら ひろし）
声 - 一文字系
身長:178 誕生日:9/16
才蔵のクラスメイト。葉子と同じくノリがいい。

## スタッフ
- 企画・監督 - 椎原旬[1]
- 原画 - たけやまさみ、川原誠
- SD原画 - いくたたかのん[1]
- シナリオ - 下原正、椎原旬、丸谷秀人、もみあげルパンR
- BGM - 高岡和泉、Jed Bedford

## 主題歌
オープニングテーマ「Secret!」
作詞 - RUCCA / 作曲・編曲 - 藤田淳平（Elements Garden） / 歌 - NANA
エンディングテーマ「二人の歩幅」
作曲・編曲 - Blueberry & Yogurt / 歌・作詞 - Rita

## コミック
『ひめごとユニオン〜We　are　in　the　springtime　of　life！〜』がTECH GIAN付録のコミックジャイアン2014年1月号から連載された。
- 唐辛子ひでゆ『ひめごとユニオン〜We are in the springtime of life！〜』KADOKAWA、2015年1月24日。ISBN 9784047297463。

## 文献
- 「ひめごとユニオン」『TECH GIAN』、エンターブレイン、2013年5月号、 オリジナルの2016年9月13日時点におけるアーカイブ。
- 「ひめごとユニオン」『PUSH!!』、マックス、2013年7月号。
- 「ひめごとユニオン」『パソコンパラダイス』、サンデー社、2013年9月号。
- 「ひめごとユニオン」『TECH GIAN』、KADOKAWA、2013年11月号、70-71頁、 オリジナルの2016年10月8日時点におけるアーカイブ。
- 「ひめごとユニオン」『BugBug』、富士美出版、2013年11月号。